# Парковая улица (Великий Новгород)
Па́рковая улица — одна из улиц Великого Новгорода. Находится в историческом районе Антоново, в северной части Торговой стороны. Начинается от улицы Студенческой и в северном направлении проходит до улицы Державина. Протяжённость — 1170 м.
В северной части пересекает ручей Донец. Образовалась в 1940-е годы. Название получила по близлежащему парку 30-летия Октября. Застроена многоквартирными жилыми домами. На Парковой расположены психоневрологический и противотуберкулёзный диспансеры, общежития НовГУ.